# Katódporlasztás
A katódporlasztás vékonyrétegek előállítására szolgáló eljárás. Alapja egy ritkított térben, két elektróda között létrehozott önfenntartó villamos kisülés, plazma létrehozása, ahol az elektronok felgyorsulnak és ütköznek a többnyire nemesgáz atomokkal, amelyekről további elektronokat szakítanak le. Az így keletkezett pozitív ionok az erőtér gyorsításának hatására a katódba csapódnak és amennyiben energiájuk nagyobb a kötési energiánál, atomokat löknek ki onnan. Az így kilökött atomok a katód alatt elhelyezkedő anódon lévő hordozóra csapódnak. A folyamat feltétele a plazma létrejötte.

## Porlasztási eljárási típusok

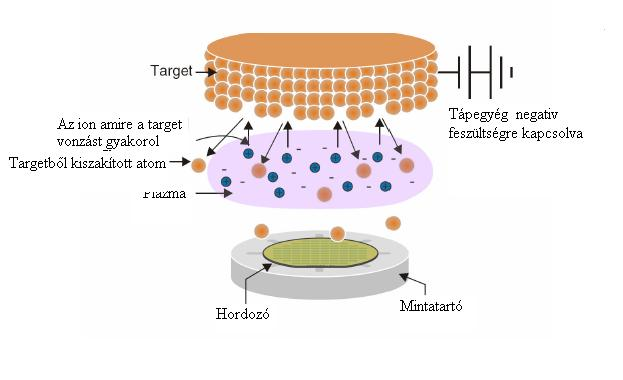
Porlasztási mechanizmus

### DC diódás porlasztás
A DC porlasztás a vékonyrétegek előállítására szolgáló legrégebbi eljárás. A porlasztandó anyagot (target) néhány kV negatív feszültségre kötjük, a hordozók (szubsztrát) általában földpotenciálú „anódon” helyezkednek el. Az inert argon gáz nyomása kb. 1 Pa, ekkor a kialakuló kisülés sötét terének vastagsága kb. 20 mm. Az elektronokat a sötét tér potenciálesése gyorsítja fel, továbbá a plazma keltésére is szükséges bizonyos úthossz, ezért az elektródák távolsága ezen a nyomáson 50-100 mm kell, hogy legyen. A katódról levált részecskék szabad úthossza 20-30 mm, így az anódon elhelyezett szubsztrátot többszörös ütközések után érik el.
Ezáltal jelentős energiaveszteséget szenvednek, és nem kívánt felületeken is lecsapódnak. A berendezés nagymértékű egyszerűsége mellett jelentős hátrány a rendszer rugalmatlansága: az ionok előállítását és gyorsítását ugyanaz a villamos tér végzi, a kettő nem választható szét. A viszonylag nagy nyomás miatt jelentős a réteg szennyeződésének valószínűsége. Az előzőekben említett okok miatt a rétegleválasztás sebessége kicsi, a szükséges villamos teljesítménysűrűség legalább 1 W/cm2 a target felületére vonatkoztatva. Alkalmas fémek porlasztására, de a porlasztás hozama erősen rendszámfüggő, továbbá a könnyen oxidálódó felületű fémek leválasztási sebessége (pl. Al, Ti) rendkívül kicsi.

### Rádiófrekvenciás (RF) porlasztás
A korábban tárgyalt eljárás hibája, hogy nem alkalmas szigetelő targetek porlasztására. Ennek oka az, hogy a targetbe becsapódó pozitív ionok feltöltik a felületet, így a target potenciálja a plazmához képest nullára csökken. Ezen úgy lehet segíteni, hogy bizonyos rendszerességgel(néhány milliószor másodpercenként) a felhalmozott töltést elektronárammal semlegesítjük.
Ez történik, ha az elektródákat nagyfrekvenciásan tápláljuk, ugyanis félperiódusonként a target pozitív, így az elektronokat vonzza. Miután a plazmában az elektronmozgékonyság sokkal nagyobb, mint az ionoké, kellően nagy frekvencia alkalmazása esetén a targetre egy állandó negatív feszültség szuperponálódik. Ez a negatív feszültség eredményezi a target porlasztását. Ezután a porlasztás mechanizmusa megegyezik a DC porlasztáséval (a szokásos RF frekvencia 13,56 MHz vagy ennek kétszerese). Az előálló egyenfeszültség függ az RF amplitúdójától és fordítva arányos az elektróda kapacitásával.
A porlasztott réteggel bevonandó hordozónak, a szubsztrátnak porlódása megakadályozható az anód-elektróda felületének megnövelésével, célszerűen földelésével. A negatív katódpotenciál létrejöhet fémfelületen is, ha az egyenáramúlag el van szigetelve az RF generátortól, vagyis a generátor a target elektródát kondenzátor közbeiktatásával táplálja. Ennek alapján az RF porlasztás alkalmas mind vezető, mind szigetelő rétegek leválasztására, tehát egy univerzális eszköz áll rendelkezésünkre. A plazma nagyfrekvenciás impedanciája nagymértékben függ a méretektől és az elrendezéstől, ezért az RF teljesítményt egy illesztő LC kör segítségével csatoljuk ki optimális hatásfokkal.A porlasztások, különösen a RF porlasztás igen nagy előnye a vákuumpárologtatással szemben, hogy a leváló réteg szerkezete tömörebb, jól tapad a hordozókra és szerves anyagok (műanyagok) is jól porlaszthatók; egy vegyület vagy ötvözet összetétele, a porlasztási hozamok ismeretében, könnyen tervezhető illetve kézben tartható.
Ez a negatív feszültség eredményezi a porlasztást. Ezután a porlasztás mechanizmusa megegyezik a DC porlasztáséval. (A szokásos RF frekvencia 13,56 MHz vagy ennek kétszerese) Az előálló egyenfeszültség fordítva arányos az elektróda kapacitásával, így a hordozók porlódása megakadályozható az elektróda felületének megnövelésével, célszerűen földelésével. A negatív potenciál létrejön fémfelületen is, ha egyenáramúlag el van szigetelve az RF generátortól, vagyis a generátor az elektródákat vagy csak a target elektródát kondenzátor közbeiktatásával táplálja.
Miután a plazma impedanciája az elrendezéstől nagymértékben függ, a RF teljesítményt egy illesztő LC rendszer segítségével csatoljuk ki optimális hatásfokkal. Az előzőek alapján a RF porlasztás tehát alkalmas mind vezetők, mind szigetelők porlasztására, tehát univerzális eszköz áll rendelkezésünkre.Kezdetben a RF porlasztást triódás rendszerben alkalmazták, azonban csakhamar bebizonyosodott, hogy elegendő a diódás rendszer is. Ugyanis a RF térben az elektronok oszcilláló mozgást is végeznek, ami megnöveli az ionizáció valószínűségét. Ha még mágnesteret is alkalmazunk, a porlasztás ugyanolyan kis (0,01-0,1 Pa) nyomáson elvégezhető, mint a DC triódás rendszerben.
Ma már a komoly ipari berendezések RF rendszerben készülnek, különböző célberendezések nagy tömegű gyártásra alkalmasak. Alkalmazhatóságát fokozza, hogy több targetet lehet elhelyezni, melyeket revolverfejben elhelyezve, felváltva lehet a plazmába meríteni. Ezáltal rétegrendszert lehet készíteni különösebb nehézség nélkül.
A porlasztások, különösen a RF porlasztás igen nagy előnye a vákuumpárologtatással szemben, hogy a leváló réteg szerkezete tömörebb, jól tapad a hordozókra, szerves anyagok (műanyagok is) jól porlaszthatók, vegyület vagy ötvözet összetétele a porlasztási hozamok ismeretében könnyen tervezhető illetve kézben tartható, folyamatos üzemre is alkalmas.

### Reaktív porlasztás
A reaktív porlasztás annyiban különbözik a fentebb vázolt nem reaktív porlasztástól, hogy a gáztérbe nem csak nemesgáz atomokat vezetünk, hanem a target anyagából porlódott atomokkal reagáltatni kívánt gázt is. Az így reakciótérbe került gáz - a nemesgáz atomjaihoz hasonlóan – ionizálódik. Az ionizált atomok a target gázfázisba hozott atomjaival, illetve azoknak ionjaival a hordozó felszínén vegyületet képeznek. Ez különbséget jelent a reaktív párologtatáshoz képest, mert míg a párologtatásnál a vékonyréteg anyagát képező molekulák a gáztérben alakulnak ki a reakció következtében, addig a reaktív porlasztásnál ez a folyamat nagy valószínűséggel a hordozó felszínén zajlik le.
A reaktív porlasztásnak nagy előnyei vannak a nem reaktív porlasztással szemben:
- Lehetséges vegyületek leválasztása fém targetből. Ez azért bír nagy jelentőséggel, mert a fém target használata lehetővé teszi a gyorsabb porlasztást.
- Szigetelő vékonyrétegek választhatók le DC porlasztással. A vékonyréteg anyaga csak a hordozó felületén alakul ki. Ennek köszönhetően a target anyaga lehet fém, így alkalmazhatunk DC forrást is, amit szigetelő target esetében nem tehetnénk meg, mert a szigetelő hamar feltöltődne, ezzel lehetetlenné téve a további porlódást.
- A rétegek összetételét szabályozni lehet. Mivel a kialakuló réteg összetétele függ a porlasztás paramétereitől ezeknek a változtatásával széles skálán befolyásolhatjuk a kialakuló réteg tulajdonságait.

A reaktív porlasztás rendkívül komplex folyamat. A leválasztott vékonyréteg összetételének paraméterfüggése még nem teljesen tisztázott. A nem reaktív porlasztással szemben itt a kialakult réteg egyenletességén és minőségén kívül, vegyületekről lévén szó figyelni kell a réteg sztöchiometriájára is. A paraméterek jó beállítása nagy körültekintést és pontosságot igényel. További kérdésként merülhet fel a kialakított rétegek reprodukálhatóságának és az összetételen kívül egyéb strukturális és mechanikai tulajdonságának szabályozása.

### Ionsugaras porlasztás
A legtisztább porlasztási eljárás. A porlasztásra szánt ionokat külön ionforrás, legtöbbször Kaufman típusú állítja elő, és a forrásból kiszívjuk, majd gyorsítótérben felgyorsítva a targetra lőjük. Az ionsugár közel monoenergetikus, nagy átmérőjű, ezért az áramsűrűség nem nagy, kb. 1 mA/cm2 1kV gyorsítófeszültség alkalmazásával. Nagyobb áramsűrűség érhető el, ha ionoptika segítségével a nyalábot kis felületre koncentráljuk.
Az eljárás nagy előnye, hogy az ionforrás térben el van választva a porlasztó tértől és maga a porlasztás akár ultranagy vákuumban is elvégezhető. Hátránya viszont, hogy a rétegvastagság kis felületen egyenletes, a berendezés elég komplikált, ennélfogva drága.

### Magnetronosporlasztás

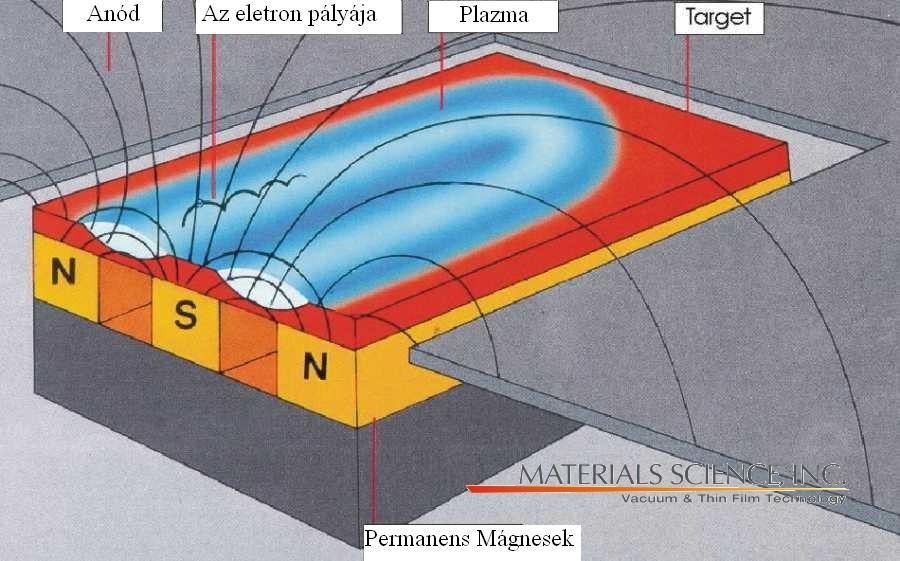
Magnetron felépítése

Létezik a klasszikus porlasztásokkal együtt alkalmazható, de azoknál hatékonyabb, kisebb plazmateljesítménynél is jó hozamot biztosító, és ezzel nagyobb rétegépülési sebességet lehetővé tevő porlasztási mód, a síkmagnetronos porlasztás. Kialakítása annyiban különbözik a hagyományos RF és DC porlasztóktól, hogy a target mögött egy erős állandó mágnes helyezkedik el. (A mágneses tér előállítására elektromágnes is alkalmazható, de az állandó mágnes egyszerűbb megoldás.)
A hagyományos módoknál a targetből kilökött szekunder elektronok elhagyva a target felszínét, egyenes vonalon távoznak. Ezután a szubsztráttartóba, vagy a hordozóba csapódnak nemkívánatos felmelegedést, esetleg sugárkárosodást okozva. Ezek az elektronok döntő többségükben úgy hagyják el a plazma területét, hogy nem okoznak ionizáló ütközéseket. Ezeket az ionizáló ütközéseket igyekszik megsokszorozni a magnetron alkalmazása. A magnetront úgy helyezik el a target mögött, hogy előtte legalább egy olyan terület keletkezzen, ahol a mágneses tér zárt erővonalai párhuzamosan futnak a katóddal. Ezen a területen a mágneses tér merőleges az elektromos térre. A mágneses erővonalak áthaladva ezen a területen, ideális esetben merőlegesen érkeznek a katód felületére. A kezdetben nyugalomban lévő elektron (pl.: éppen most emittált szekunder elektron) mozgása ekkor a következőképpen alakul: Az elektromos tér gyorsító hatására felgyorsul, de ezzel egy időben hatni kezd rá a mágneses tér hatása is.
A mágneses erő a fent leírtak szerint eltéríti az elektront és ciklois pályára kényszeríti. Ha elég erős a mágneses tér, az elektron sebességének iránya visszatérül a target irányába, és elhagyja a mágneses teret. Amint az elektron megközelíti a katód felületét az elektromos tér fékező hatása fog érvényesülni és így az elektron egy pillanatra megint nyugalomba kerül. Ekkor ismét felgyorsul, és a periódus kezdődik elölről.
A fent vázolt pályán mozgó szekunder elektronok addig mozognak periodikusan ezen a pályán, amíg egy Ar atommal nem ütköznek. Nem minden ilyen ütközés hatására jön létre Ar+ ion, de a magnetron hatására az ionizációs hatásfok lényegesen megnő. Az ilyen módon csapdázott elektronoknak köszönhetően a target kisülési áramerőssége 10-100 mA/cm2-re nőhet a magnetron nélküli porlasztóforrások 1mA/cm2-ével szemben. Jellegzetes a síkmagnetronos porlasztók targetjének eróziója. Erősen kopik a target a két mágneses pólus közti sávban és a target anyagának jelentős része felhasználatlan marad.

## A porlasztásnál a kialakult réteg minőségének paramétertől való függése
A hordozó hőmérsékleteA hordozó hőmérsékletének emelésével egyre stabilabb és jobb szerkezetű réteg hozható létre. Egy bizonyos (anyagonként más és más) hőmérséklet fölött azonban a kialakult réteg minősége romlani kezd.
A vákuumtér gáznyomásaTúl kis nyomás esetén a plazma nem képes kialakulni, vagy inhomogén lesz.E körül a nyomásérték körüli leválasztásoknál a plazma bizonytalansága miatt a leválasztott vékonyréteg reprodukálhatatlanná válik. Túl magas nyomás esetén ugyan kellő mennyiségű ion keletkezik a plazma fenntartásához és a kellő hozamú porlasztás biztosításához, de a részecskék szabad úthosszát a nyomás erősen csökkenti. Ennek hatására az ionok szóródnak, és nem, vagy csak igen kis energiával jutnak el a target felszínéig.
A target teljesítménysűrűségeTúl nagy teljesítménysűrűség esetén a hordozót érő elektronbombázás rontja a rétegminőséget.
A target–hordozó távolságTúl nagy távolság esetén a rétegépülési sebesség túl kicsi lesz a szóródások miatt, továbbá a nagy távolság következtében nagyobb az esély rá, hogy a hordozón kialakuló réteg szennyeződik. Kis távolság esetén a réteg egyre inhomogénebb lesz. Az optimális távolságot befolyásolják a berendezés paraméterei, és a targetből a hordozóra érkező atomok energiája.
A hordozó helyzete a mintatartónA berendezések kialakításakor törekednek a lehetőségekhez képesti legnagyobb egyenletességet lehetővé tenni a mintatartó területén, de általában a szélek közelében inhomogenitások mutatkoznak.

## A katódporlasztás felhasználása
A porlasztási módszereket legelterjedtebben a félvezetőiparban használják: különböző anyagok felhasználásával vékonyrétegeket készítenek elektronikai és mikroelektronikai alkalmazásokra. Ilyen eljárással optikai alkalmazásokra is készülnek visszaverésmentes vékonyrétegek. A katódporlasztás a hordozó réteg alacsony hőmérsékletigénye miatt ideális fémötvözeteknek tranzisztorban való alkalmazás céljából való előállítására. A katódporlasztás az egyre gyarapodó nanotechnológiai alkalmazások egyik leggyakrabban használt mintakészítési módja úgy kutatási, mint ipari célra.

## További olvasmányok
- The Foundations of Vacuum Coating Technology by D. Mattox
- William D. Westwood. Sputter Deposition, AVS Education Committee Book Series, Vol. 2 (2003). ISBN 0-7354-0105-5

## Külső hivatkozások
- Ion-Beam Sputtered High-Laser-Damage Coatings - Precision Photonics Corp
- Sputtering Basics - animated film of a sputtering process
- Sputter Animation